# Antonio Pacios López
Antonio Pacios López (Toral de Merayo-Ponferrada, España, 19 de junio de 1913 - Barcelona, 26 de noviembre de 2002) fue un sacerdote católico perteneciente a la congregación de los Misioneros del Sagrado Corazón. Teólogo, hebraísta e historiador de las religiones, participó en las dos primeras sesiones del Concilio Vaticano II como secretario particular de Mons. Alfonso M.ª Ungarelli, M.S.C, obispo de Sâo Luís do Maranhâo (Brasil). Es autor de una extensa obra.

## Biografía
Nació en Toral de Merayo, pedanía de la ciudad leonesa de Ponferrada, el 19 de junio de 1913. A los nueve años Ingresó en el Seminario Menor de los Misioneros del Sagrado Corazón, ‘Pequeña Obra’, en Canet de Mar.

### Formación
Estudió Teología en la Pontificia Universidad Gregoriana de Roma, donde obtuvo la licenciatura summa cum laude. Fue ordenado sacerdote en Roma el 26 de julio de 1936 y, de vuelta a España, estudió Lenguas semíticas en Barcelona y Madrid. En esta última ciudad obtuvo el doctorado en 1948 con una tesis titulada La Disputa de Tortosa, dirigida por Emilio García Gómez y galardonada con el Premio Menéndez Pelayo en 1949. Fue publicada en dos volúmenes en 1957 por el Instituto Arias Montano de Estudios Hebraicos y Oriente Medio, del Consejo Superior de Investigaciones Científicas. En 1953 y 1954 compartió con el P. Alejandro Díez Macho estancias de estudios invitados por la comunidad judía de Nueva York.

### Vida docente
De 1966 a 1973 colaboró con él como profesor en la Facultad de Filosofía y Letras (especialidad de Filología Semítica) de la Universidad de Barcelona, así como en diversos proyectos editoriales. Su actividad docente en la Universidad de Barcelona -a partir de 1973 en el Departamento de Semíticas de la entonces recién creada Facultad de Filología- se prolongó hasta su jubilación en 1983.
En los años cincuenta del siglo XX publicó en la revista española de filosofía Crisis una serie de artículos, recogidos en un libro posterior, sobre las tendencias primarias del ser libre, la teoría del acto final y la predestinación, cuyo contenido había sufrido algunos problemas de censura.  De esta misma década son dos publicaciones de polémica intelectual  que lo significaron como autor de pensamiento católico tradicional moderado.
Condicionamientos extraacadémicos perjudicaron su sólida candidatura en la oposición a la cátedra de Historia de las Religiones en la Universidad de Madrid, convocada en 1964, declarada desierta y poco después extinguida, lo que supuso un freno al desarrollo universitario de la disciplina en España durante más de veinte años. A pesar de todo, se mantuvo vinculado al campo de la Historia de las Religiones  dentro del CSIC, en cuya revista Arbor escribió varios artículos y reseñas.

### Escritor
Relacionado con su última colaboración en Arbor está el libro Lo mudable y lo inmutable en la vida de la Iglesia, publicado en 1967, aunque su primera parte, inicialmente censurada, data de 1956. Las ideas que allí se contenían llamaron la atención de Mons. Alfonso Unagarelli, M.S.C, obispo de Sâo Luís, quien, asumiendo sus propuestas sobre el papel de los laicos y sobre la apertura a las lenguas vernáculas en la liturgia, lo llevó como secretario particular a las dos primeras sesiones del Concilio Vaticano II.  Una breve obra de 1970, La Pasión de la Iglesia, traducida al francés en 1973, completa su principal reflexión sobre la Iglesia católica inmediatamente posterior al Concilio Vaticano II.
En la década de 1970 da a la imprenta una extensa obra mariana.  Entre finales de los años 70 y mediados de los 80 concluye su proyecto de armonizar la teología escolástica clásica con el concepto de amor divino que se desprende de la devoción al Sagrado Corazón, propósito que puede rastrearse desde el comienzo de su producción.

### Muerte
Falleció en Barcelona el 26 de noviembre de 2002 en el convento de los Misioneros del Sagado Corazón y está enterrado en el cementerio de Monjuïc de esta misma ciudad.

## Distinciones y reconocimientos
- Premio Menéndez Pelayo (1949).

## Obras

### Libros:
- El Amor (Janés, Barcelona, 1952).
- La Disputa de Tortosa (CSIC, Madrid, 1957). Es su tesis doctoral, defendida en 1948.
- Cristo y los intelectuales (1955).
- Lo mudable y lo inmutable en la vida de la Iglesia (1962).
- La pasión de la Iglesia (1970).
- La Virgen y el Corazón de Jesús (1971).
- La Amada (1974).
- Madre Virgen (1976).
- Madre de Dios y Madre nuestra (1978).
- Madre celeste (1978).
- Amor divino y libertad creada (Acervo, Barcelona, 1978).
- El Amor y la predestinación (Acervo, Barcelona, 1979).
- Amor por amor (Acervo, Barcelona, 1985).
- Religiosidad del hombre y Salvación (1987). Escrito en colaboración con Arsenio Pacios.

### Colaboración en obras colectivas:
- Díez Macho, A. (dir.), Enciclopedia de la Biblia, Ediciones Garriga, Barcelona 1963.
- Díez Macho, A. (dir.), La Sagrada Biblia más bella del mundo, Ed. Codex, Madrid 1963.
- Gran Enciclopedia Rialp, Ediciones Rialp, Madrid 1971-1991.
- "La concelebración", en: La concelebración. Buenos Aires, 1979, págs. 147-157. Escrito en colaboración con: Michel-Louis Guérard des Lauriers, O.P., Joseph de Sainte-Marie, O.C.D., Fra Galdino da Pescarenico, y L-M. Simon.

### Artículos:
- “La suerte de los niños muertos sin bautismo". Revista Española de Teología 14/1 (1954), 41-57.

- “Tendencias primarias del ser libre”. Crisis 2 (1954), 187-199.
- “El orgullo y su proceso evolutivo en la criatura libre”. Crisis 12 (1956), 485-537.
- “El talante intelectual de Aranguren”. Punta Europa 1 (1956), 101-121.
- “Teoría del acto final”. Crisis 13 (1957), 15-61.
- “Teoría de la predestinación”. Crisis 15 (1957), 149-228.
- “El orgullo en su relación con el pecado y la condenación del alma”. Crisis 17 (1958), 21-75.
- “El acto final y el dato revelado”. Crisis 18-19 (1958), 243-293.
- “La creencia en Dios en los pueblos infieles”. Arbor 43bis (163-164) (1959), 309-344.
- “La Escuela Etnológica de Viena en la Historia de las religiones”. Arbor 46 (174) (1960), 57-70.
- “La evangelización del mundo y la unión de las Iglesias”. Arbor 51(194) (1962), 6-23.
- “Reseña a Ángel Álvarez de Miranda, Religiones mistéricas”. Revista de Estudios Políticos 121 (1962), 272-277.
- “El orgullo colectivo y la dureza de corazón”. Crisis 54 (1967), 199-238.
- “Condicionamientos del hecho religioso”, Anuario de Filología 1 (1975), 239-334.
- “Mito y religión”, Anuario de Filología 6 (1980), 189-289.